# Natalia Cordova-Buckley
Natalia Cordova-Buckley (Mexikóváros, 1982. november 25. –) mexikói–amerikai színésznő.
Legismertebb alakítása Elena "Yo-Yo" Rodriguez A S.H.I.E.L.D. ügynökei című sorozatban.

## Fiatalkora
1982. november 25-én született Mexikóvárosban és Cancúnban nevelkedett. Balett-táncosnak tanult, de mivel túlságosan korlátozónak találta ezt a szakmát, úgy döntött, hogy inkább színésznő lesz. Újra átgondolta a színészetet, miután fiatalkorában a hangja miatti cikizés miatt próbálta elkerülni.
17 éves korában az Egyesült Államokba költözött, miután felvételt nyert az Észak-Karolinai Egyetem Művészeti Iskolájának dráma tanszékére, egy középiskolai programba, amely a képzőművészetek felső tagozatosainak szól. A diploma megszerzése után a California Institute of the Arts színházi konzervatóriumába járt.

## Pályafutása
2016 és 2020 között A S.H.I.E.L.D. ügynökei című sorozatban szerepelt. 2016-ban az Agents of S.H.I.E.L.D.: Slingshot című sorozatban volt főszereplő. 2017-ben a Bates Motel – Psycho a kezdetektől című sorozatban tűnt fel. 2017-ben a Coco című filmben szinkronizált.

## Magánélete
2011 óta Brian Buckley színész férje.

## Filmográfia

### Filmek
| Év   | Magyar cím | Eredeti cím         | Szerep         | Magyar hang    |
| ---- | ---------- | ------------------- | -------------- | -------------- |
| 2010 |            | Sucedió en un día   | Natalia        |                |
| 2011 |            | Lluvia de Luna      | Martha         |                |
| 2011 |            | Ella y el candidato | Andrea         |                |
| 2012 |            | Ventanas al mar     | Ana            |                |
| 2014 |            | Yerbamala           | Bárbara        |                |
| 2015 |            | McFarland, USA      | Señora Valles  |                |
| 2015 |            | Vámonos             | Del            |                |
| 2017 |            | Welcome Back        | Carmen         |                |
| 2017 | Coco       | Coco                | Frida Kahlo    | Timkó Eszter   |
| 2018 | Pusztító   | Destroyer           | Gavras nyomozó | Czirják Csilla |
| 2023 |            | The Portrait        | Sofia          |                |

### Televíziós szerepek
| Év        | Magyar cím                                         | Eredeti cím                                  | Szerep                  | Megjegyzések                          |
| --------- | -------------------------------------------------- | -------------------------------------------- | ----------------------- | ------------------------------------- |
| 2008–2009 |                                                    | Los simuladores                              | Natalia                 | 6 epizód                              |
| 2009      |                                                    | Terminales                                   | Rita                    | 2 epizód                              |
| 2010      |                                                    | Los minondo                                  | Isabel                  | főszereplő                            |
| 2011      |                                                    | Bienes raíces                                | Olga                    | 4 epizód                              |
| 2016–2020 | A S.H.I.E.L.D. ügynökei                            | Agents of S.H.I.E.L.D.                       | Elena "Yo-Yo" Rodriguez | főszereplő magyar hangja Törtei Tünde |
| 2016      |                                                    | Agents of S.H.I.E.L.D.: Academy              | önmaga                  | 1 epizód                              |
| 2016      |                                                    | Agents of S.H.I.E.L.D.: Slingshot            | Elena "Yo-Yo" Rodriguez | főszereplő                            |
| 2017      | Bates Motel – Psycho a kezdetektől                 | Bates Motel                                  | Julia Ramos             | 2 epizód                              |
| 2021      |                                                    | Coyote                                       | Paloma Zamora           | 3 epizód                              |
| 2021      | Mayans M.C.                                        | Mayans M.C.                                  | Laura                   | 4 epizód                              |
| 2022      | Győzelmi sorozat: A Lakers dinasztia felemelkedése | Winning Time: The Rise of the Lakers Dynasty | Lucía                   | főszereplő                            |
| 2022–2023 | A Moszkitó-part                                    | The Mosquito Coast                           | Isela                   | 10 epizód                             |